# Bell Glacier
Bell Glacier är en glaciär i Antarktis. Den ligger i Östantarktis. Australien gör anspråk på området.
Terrängen runt Bell Glacier är mycket platt. Trakten är obefolkad. Det finns inga samhällen i närheten.